# Brachycyrtus baltazarae
Brachycyrtus baltazarae är en stekelart som beskrevs av Walkley 1956. Brachycyrtus baltazarae ingår i släktet Brachycyrtus och familjen brokparasitsteklar. Inga underarter finns listade.